# フィル・ジャギエルカ
フィリップ・ニコデム・“フィル”・ジャギエルカ（Philip Nikodem "Phil" Jagielka、 1982年8月17日 - ）は、イングランド・マンチェスター出身の元プロサッカー選手。ポジションはミッドフィールダー、ディフェンダー。

## 人物
祖父母がポーランドからの移民
。姓はポーランド語の読み方ではヤギェウカ（Jagiełka）。ポーランド・リトアニア共和国にルーツを持つ姓。イギリス人として珍しい姓なのはそのためである。その他スコットランドの血も引いている。

## エピソード
2006年12月30日のアーセナルFCとのホームマッチでは、交代枠を使い切った後でゴールキーパーのパディ・ケニーが太腿の負傷によりプレー続行不可能となったため、ジャギエルカが急遽代役を務めた。ジャギエルカはロビン・ファン・ペルシのシュートをセーブし、1-0の勝利を収めた。

## 代表歴

### 出場大会
- イングランド代表
  - 2014 FIFAワールドカップ

### 試合数
- 国際Aマッチ 40試合 3得点（2008年-2016年）[4]

| イングランド代表 | 国際Aマッチ | 国際Aマッチ |
| 年               | 出場        | 得点        |
| ---------------- | ----------- | ----------- |
| 2008             | 1           | 0           |
| 2009             | 2           | 0           |
| 2010             | 4           | 0           |
| 2011             | 3           | 0           |
| 2012             | 6           | 1           |
| 2013             | 8           | 0           |
| 2014             | 10          | 2           |
| 2015             | 4           | 0           |
| 2016             | 2           | 0           |
| 通算             | 40          | 3           |